# PGC 10560
LEDA/PGC 10560 ist eine Spiralgalaxie vom Hubble-Typ Sbc im Sternbild Walfisch südlich der Ekliptik. Sie ist schätzungsweise 295 Millionen Lichtjahre von der Milchstraße entfernt. Wahrscheinlich bildet sie gemeinsam mit NGC 1094 ein gravitativ gebundenes Galaxienpaar.

Im selben Himmelsareal befinden sich u. a. die Galaxien NGC 1087, NGC 1090, NGC 1104, IC 264.